# Slapová síla
Slapová síla je efekt gravitační síly a jejím důsledkem jsou např. příliv a odliv. Vzniká proto, že gravitační pole není konstantní napříč celým tělesem. Když se těleso ocitne pod vlivem gravitace jiného tělesa, gravitační zrychlení na bližší a vzdálenější straně se může výrazně lišit. To vede k pokřivení tvaru deformovatelných (zejména tekutých) částí tělesa, aniž by se měnil jeho celkový objem; pokud je např. na počátku tvar tělesa kulový, slapová síla má tendenci pokřivit jej do elipsoidu se dvěma vybouleninami, jedné přímo naproti druhému tělesu a druhé na odvrácené straně od něj.

## Slapové síly způsobené gravitačními odchylkami
Pro dané gravitační pole se slapové zrychlení v daném bodě vzhledem k tělesu vyjádří vektorovým rozdílem gravitačního zrychlení v centru tělesa a aktuálního gravitačního zrychlení v tomto bodě. 

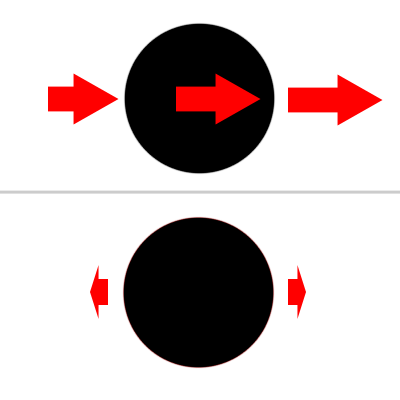
Zobrazení slapových sil. Podívejte se na spočítané slapové síly, kde je mnohem přesnější verze.

Rotace zde není nezbytná, těleso může například padat pod vlivem gravitace po přímé dráze volným pádem.
Předpokládejme, že gravitační pole je způsobeno druhým tělesem. Linearizace Newtonova gravitačního zákona kolem centra referenčního tělesa dává přibližně vztah založený na obrácené třetí mocnině. Podél osy procházející centry obou těles nabývá formy
{\displaystyle F_{t}={\frac {2GMmr}{R^{3}}},}
kde G je univerzální gravitační konstanta, M je hmotnost tělesa produkujícího gravitačního pole, m je hmotnost tělesa, které je předmětem působení slapových sil, R je vzdálenost mezi těmito tělesy a r ≪ R je vzdálenost od středu referenčního tělesa podél osy. Tato slapová síla působí směrem ven jak na přivrácené, tak i na odvrácené straně tělesa, a způsobuje vybouleniny na obou stranách.
Slapové síly lze spočítat také mimo osu spojující obě tělesa. Ve směru kolmém na tuto osu směřují slapové síly dovnitř a jejich velikost je po lineární aproximaci {\displaystyle F_{t}/2} (1).
Slapové síly se stávají zvláště výraznými poblíž malých těles o velké hmotnosti jako jsou neutronové hvězdy nebo černé díry, kde jsou zodpovědné za „špagetizaci“ hmoty padající dovnitř. Slapové síly, spolu s dále vysvětleným přídavným efektem, jsou také příčinou oceánského přílivu a odlivu, kde referenčním tělesem je Země a voda v jejích oceánech, a ovlivňujícími tělesy jsou Měsíc a Slunce. Slapová síla je odpovědná také za vázanou rotaci a rezonanci oběhu přirozených oběžnic.

## Přídavný rotační efekt
Pro dvě tělesa rotující okolo jejich hmotného středu lze druh dostředivé síly potřebný pro tento pohyb přidat ke slapové síle. Uvažujme pro jednoduchost kruhové orbity. Odečteme-li znova tuto hodnotu v centru jednoho tělesa, dostáváme
{\displaystyle F_{t}=\omega ^{2}mr+{\frac {GMmr}{R^{3}}},}
(kde {\displaystyle \omega } je úhlová frekvence). Jde tedy zhruba o polovinu předchozího efektu.
To platí nezávisle na tom, zda se nachází hmotný bod uvnitř tělesa, jak je tomu například u slapových sil Měsíce působících na Zemi.
V příčném směru rotace podobný účinek nemá.